# Gerichtsbezirk Ottensheim
Der Gerichtsbezirk Ottensheim war ein dem Bezirksgericht Ottensheim unterstehender Gerichtsbezirk im politischen Bezirk Urfahr-Umgebung (Bundesland Oberösterreich). Ottensheim wurde als Gerichtsbezirk 1958 aufgelöst und mit dem Gerichtsbezirk Urfahr zum Gerichtsbezirk Urfahr-Umgebung vereint.

## Geschichte
Der Gerichtsbezirk Ottensheim wurde am 4. Juli 1850 gemeinsam mit 46 anderen Gerichtsbezirke in Oberösterreich durch einen Erlass des k.k. Oberlandesgerichtes Linz geschaffen. Er umfasste ursprünglich die 20 Steuergemeinden Bergheim, Bogendorf, Eidenberg, Eidendorf, Feldkirchen, Feldsdorf, Freudenstein, Geng, Goldwörth, Gramastetten, Lacken, Landshaag, Lindham, Mühldorf, Mühllacken, Niederottensheim, Oberottensheim, Puchenau, Sankt Gotthard und Walding.
Der Gerichtsbezirk bildete im Zuge der Trennung der politischen von der judikativen Verwaltung
ab 1868 gemeinsam mit den Gerichtsbezirken Linz, Urfahr, Enns und Sankt Florian den Bezirk Linz.
1903 wurde der Gerichtsbezirk Ottensheim vom Bezirk Linz-Umgebung abgetrennt und gemeinsam mit dem Gerichtsbezirk Urfahr und dem vom Bezirk Freistadt abgetretenen Gerichtsbezirk Leonfelden dem neu gebildeten Bezirk Urfahr zugewiesen, wobei die Bezirkshauptmannschaft am 1. Oktober 1903 ihre Arbeit aufnahm. Nach der Machtübernahme der Nationalsozialisten wurde der Bezirk Urfahr-Umgebung aufgelöst und der Gerichtsbezirk Ottensheim dem neu gebildeten Verwaltungsbezirk Linz (später Landkreis Linz) angeschlossen.
Der Gerichtsbezirk Ottensheim wurde nach dem Zweiten Weltkrieg 1958 ebenso wie die Gerichtsbezirke Urfahr und Sankt Florian aufgelöst. An die Stelle der Gerichtsbezirke Urfahr und Ottensheim trat in der Folge der Gerichtsbezirk Urfahr-Umgebung. Diesem wurden per Verordnung 1958 die Gemeinden des heutigen Gerichtssprengels zugewiesen. Der Gerichtssprengel umfasst seither das Gebiet der ehemaligen Gerichtsbezirke Urfahr (ohne das 1938 zu Linz eingemeindete St. Magdalena) und Ottensheim.
1960 wurde aus dem Gerichtsbezirk Urfahr-Umgebung und dem Gerichtsbezirk Leonfelden der Bezirk Urfahr-Umgebung wiedererrichtet.

## Gerichtssprengel
Der Gerichtsbezirk Ottensheim umfasste vor seiner Auflösung die Gemeinden Eidenberg, Feldkirchen an der Donau, Goldwörth, Gramastetten, Herzogsdorf, Ottensheim, Puchenau, Sankt Gotthard im Mühlkreis und Walding.